# Cañón naval QF de 2 libras
Este artículo trata sobre el cañón automático antiaéreo. Para el cañón antitanque de la Segunda Guerra Mundial, véase Cañón QF de 2 libras.
El Cañón de 2 libras, oficialmente denominado QF de 2 libras (donde QF es la abreviación de "quick firing", disparo rápido en inglés) y universalmente conocido como pom-pom, era un cañón automático británico de 40 mm (1,575 pulgadas) que fue empleado como artillería antiaérea por la Royal Navy. Su apodo proviene del sonido que producían los modelos originales al ser disparados. Aunque estos eran cañones de 2 libras, que es el peso de su proyectil, no es el mismo cañón que el Ejército británico empleó como artillería antitanque y a bordo de algunos tanques. Fue utilizado en la Primera Guerra Mundial y la Segunda Guerra Mundial. A la versión Mk VIII se le conocía como Piano de Chicago.

## Historia

### QF de 1 libra
El primer cañón automático que fue llamado pom-pom fue el Maxim-Nordenfelt de 37 mm o "QF de 1 libra". Introducido durante la segunda guerra bóer, fue la pieza de artillería de menor calibre de aquel conflicto. Disparaba con precisión un proyectil de 1 libra, a una distancia de 2740 metros (3000 yardas). Su cañón era enfriado por agua y se alimentaba mediante una cinta de lona de 25 proyectiles. Los bóeres lo emplearon contra los británicos, que al observar su utilidad, fueron equipados con el modelo fabricado por Vickers, que ya estaba produciendo ametralladoras Maxim.
Fue empleado como artillería antiaérea en la Primera Guerra Mundial, en las trincheras del Frente Occidental. Era una práctica habitual en el Ejército británico de aquel entonces, denominar a las piezas de artillería según el peso de su proyectil en lugar del calibre. Por ejemplo, un cañón de 3 libras es uno de 47 mm, uno de 6 libras es de 57 mm y así sucesivamente.

### QF de 1½ libra
El primer "pom-pom" naval fue el QF de 1½ libra Mark I, un cañón calibre 37 mm (1,46 pulgadas) y cuya caña tenía una longitud de 43 calibres. Este cañón automático fue probado a bordo de los cruceros ligeros Clase Arethusa HMS Arethusa y HMS Undaunted, pero no entró en servicio al ser reemplazado por el QF de 2 libras Mark II, un cañón de mayor calibre.

## Cañón QF de 2 libras Mark II

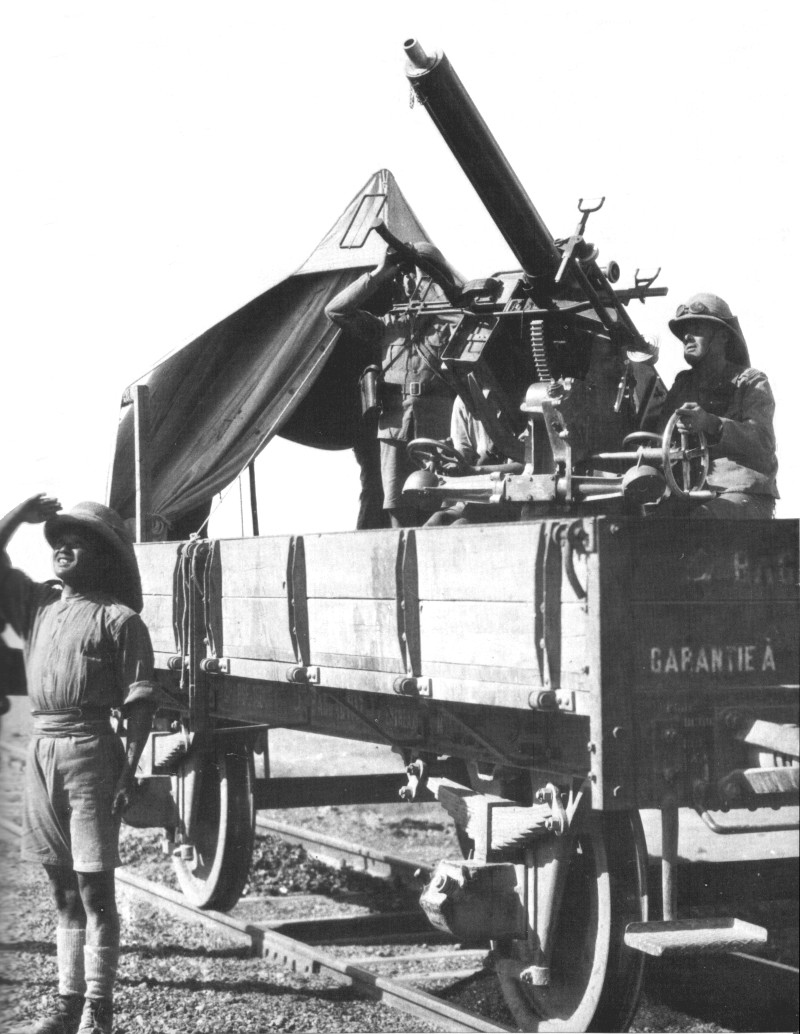
Un Mk II protegiendo a un tren de un ataque aéreo, Mesopotamia, 1918.

El QF de 2 libras Mark II era básicamente una versión agrandada del cañón automático Maxim QF de 1 libra producido por Vickers. Era un cañón automático calibre 40 mm enfriado por agua y tenía un mecanismo Vickers-Maxim. Fue encargado en 1915 por la Royal Navy como arma antiaérea para cruceros y navíos de menor tamaño. Los modelos originales eran alimentados mediante cintas de lona recargadas manualmente, aunque estas fueron reemplazadas más tarde por cintas de eslabones metálicos. El proceso de agrandamiento no fue completamente exitoso, ya que dejó un mecanismo débil y proclive a fallos, como proyectiles que se caían de la cinta.

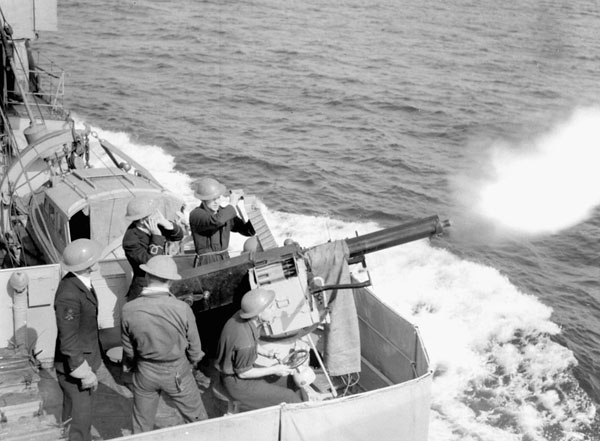
Un QF-2 sobre su afuste, a bordo del HMCS Assiniboine (1940).

Los cañones automáticos sobrantes fueron sacados de los arsenales para su empleo en la Segunda Guerra Mundial, principalmente a bordo de navíos de segunda línea, tales como corbetas de escolta Clase Flower, remolcadores navales, lanchas patrulleras y "yates armados". Fue casi exclusivamente empleado montado sobre afustes de pedestal manuales P Mark II (la nomenclatura de la Royal Navy asigna a los cañones y afustes sus respectivos números de modelo), a excepción de una pequeña cantidad de cañones que fueron montados en las baterías dobles motorizadas Mark XV. Estas eran demasiado pesadas para su empleo a bordo de navíos, por lo cual fueron montadas en tierra firme. Todas fueron descartadas hacia 1944.
- Calibre: 40 mm L/39
- Longitud: 7.518,4 mm (296 pulgadas).[2]
- Cañón: 1.574,8 mm (62 pulgadas).[2]
- Estriado: Poligonal, sección plana, 1.393 mm (54,84 pulgadas), tasa de rotación uniforme de 1/762 mm (1/30 pulgadas), 12 estrías.[2]
- Peso: 239 kg (527 libras).[2]
- Peso del proyectil: 980 g (2 libras). HE.
- Cadencia: 200 proyectiles/minuto.
- Alcance efectivo: 1.000 m (1.200 yardas).
- Velocidad: 585 m/s (1920 pies/s).

Se fabricaron unos 7000 cañones automáticos. Este cañón también fue empleado por Japón, con la denominación Tipo 91 40 mm.

## Cañón QF de 2 libras Mark VIII

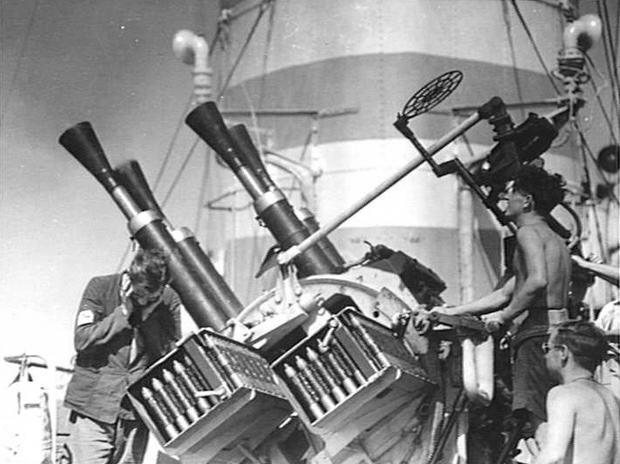
Una batería cuádruple a bordo del HMAS Nizam (1941).

La Royal Navy necesitaba un arma antiaérea de disparo rápido con múltiples cañones. El diseño de esta arma empezó en 1923, basándose en el Mark II para emplear los enormes lotes de munición de 2 libras sobrantes de la Primera Guerra Mundial. La falta de fondos produjo una confusa serie de diseños y pruebas, por lo cual estas armas solamente entraron en servicio en 1930. Denominado como QF de 2 libras Mark VIII, era habitualmente llamado pom-pom múltiple. Su afuste inicial era el Mark V (posteriormente Mark VI) de 8 cañones y pesaba de 11,8 a 17,35 toneladas, siendo apto para su instalación a bordo de acorazados, cruceros de batalla (en especial la clase Renow y la clase King George V, con el apoyo de un radar Tipo 282) y portaaviones. A partir de 1935 entra en servicio el afuste cuádruple Mark VII, básicamente la mitad de un Mark V o VI, para montarse a bordo de destructores y cruceros. Estos afustes múltiples necesitaban cuatro cañones diferentes y fueron apodados "Piano de Chicago". El afuste tenía dos filas, de 2 o 4 cañones cada una. Los cañones eran producidos con portillas de alimentación y eyección a la izquierda y derecha, para que estas coincidieran. Afustes simples, como el Mark VIII (manual) y el Mark XVI (motorizado), fueron ampliamente utilizados en pequeños navíos de escolta (como las corbetas Clase Flower) y lanchas patrulleras (especialmente en las primeras lanchas patrulleras Fairmile D). El afuste Mark XVI estaba relacionado con el afuste doble Mark V para el Oerlikon 20 mm y el afuste "Boffin" para el Bofors 40 mm. Una interesante característica era su gran capacidad de munición: una cinta de 158 proyectiles para cada cañón de las baterías de 8, así como una cinta de 56 proyectiles para los afustes simples. Esta gran capacidad de munición le otorgaba a la batería de 8 cañones la capacidad de disparar durante 73 segundos sin recargar. Las cintas de munición iban almacenadas en cajas metálicas a cada lado del afuste, que servían además de escudo. El alcance era de 3.900-4.500 metros.
Esta variante, con una suficiente cantidad de emplazamientos y bien distribuida en un navío, era capaz de establecer una mortífera sombrilla antiaérea de protección que disuadiera a un atacante.
La versión Mk VIII compitió con el cañón Bofors 40 mm y el Oerlikon 35 mm sin llegar a desplazarlo en su totalidad en la Royal Navy durante la Segunda Guerra Mundial.
En cambio, en los Estados Unidos, el Bofors 40 mm fue mejor considerado que el Vickers Mk VIII debido principalmente a la velocidad de disparo, que era muy superior.
Los Bofors de 40 mm también fueron adoptados paulatinamente por la Real Marina Británica, colocándolos en sus lanchas torpederas Vosper y llegando a reemplazar al MkII en algunos tipos de unidades menores.

## El pom-pom y la Armada de los Estados Unidos
La Armada de los Estados Unidos también consideró adoptar el cañón pom-pom antes de su entrada a la Segunda Guerra Mundial, llevando a cabo una serie de pruebas entre el cañón automático USN 1.1", el M1 37 mm del Ejército de los Estados Unidos, el Vickers Pom-Pom de 40 mm y el Bofors 40 mm:
"Entre las ametralladoras consideradas se encuentran la de 37 mm del Ejército y la de 2 libras de la Marina británica, más conocida como "pompom". La decisión prontamente quedó limitada entre la Bofors y la ametralladora británica. Los británicos estaban ansiosos por tener su ametralladora adoptada, debido al hecho que la ayuda británica estaría rápidamente disponible al iniciar la producción de esta, siendo planteado como un argumento a favor de su elección. Sin embargo, la de 2 libras estaba dando buena cuenta de su desempeño a bordo de los navíos británicos. Por otra parte, estaba la característica desventaja que la ametralladora había sido diseñada para emplear munición con cordita y en los Estados Unidos no hay fábricas disponibles que puedan producir este tipo de munición. El estudio detallado reveló que la ametralladora no puede ser adaptada para emplear munición estadounidense. Otra consideración fue la velocidad de boca: la pompom tiene una velocidad relativamente baja, 2350 pies por segundo, en comparación los 2830 de la Bofors. El éxito de la pompom en acción fue más que superado por las comprobadas cualidades de la Bofors en manos de varias potencias que la emplean, por lo que el Buró ha decidido unirse a este grupo. Al poco tiempo tras la selección de la Bofors por el Buró, los oficiales navales británicos también decidieron adoptar esta ametralladora."

## Historial de combate
Un arma avanzada al momento de su introducción, para el inicio de la Segunda Guerra Mundial los avances de la aviación la habrían dejado obsoleta si no era por la introducción de un nuevo proyectil de alta velocidad y un director de disparo de nuevo diseño. Se creía que la cortina de disparos que lanzaba era suficiente para detener aviones, lo cual era cierto pero fue afectada por el ineficaz director de disparo Mk III. El director de disparo Mk IV (asistido por giróscopo) y el radar Tipo 282 fueron un gran avance y se instalaron en los acorazados Clase King George V. En enero de 1941, los afustes Mk VIII (HV) del HMS Illustrious dispararon perfectamente 30.000 proyectiles con muy pocas interrupciones. Cuando el HMS Prince of Wales fue atacado y hundido por aviones japoneses cerca de Singapur, el posterior reporte indicaba que un solo cañón Bofors 40 mm disparando balas trazadoras hubiese sido un arma antiaérea mucho más efectiva  que un pom-pom múltiple con director de disparo, ya que estos no tenían munición trazadora y sus municiones se habían deteriorado gravemente en sus cajas, mientras que los radares Tipo 282 fallaron debido al intenso calor ecuatorial.  En este combate, el Artillero Comisionado del HMS Repulse pasó toda la duración del mismo corriendo de un pom-pom a otro para tratar de mantenerlos operativos debido a su munición defectuosa. Los pom-pom del Repulse derribaron dos de los cuatro aviones confirmados que fueron derribados por la Fuerza Z, mientras que los pom-pom del Prince of Wales hicieron impactos contra los aviones enemigos. La Royal Navy consideraba que la efectividad del pom-pom respecto a su alcance era la mitad del de un Bofors por cada cañón, mientras que esta era igualada cuando se empleaba contra torpederos y kamikazes.  Fue un arma habitual, que nunca fue completamente reemplazada por el Bofors durante la Segunda Guerra Mundial y derribó varios aviones del Eje. Las innovaciones posteriores tales como el Remote Power Control conectado a un director taquimétrico (predictor de velocidad) asistido por radar aumentaron enormemente la precisión, resolviéndose también los problemas con las espoletas y la fiabilidad. Los afustes simples se volvieron a emplear hacia el final de la guerra, ya que los cañones Oerlikon 20 mm no tenían el suficiente poder de parada para enfrentar a los aviones kamikaze y no había muchos cañones Bofors disponibles.
- Calibre: 40 mm L/39
- Peso del proyectil: 980 g (2 libras) (980 g) u 820 g (1,8 libras) para el proyectil HV (High-Velocity; Alta Velocidad).
- Cadencia de disparo: 115 disparos/minuto, totalmente automático.
- Alcance efectivo: 3.475 m (3800 yardas) o 4.572 m or (5000 yardas) HV
- Altitud efectiva (HV): 3.960 m (13300 pies)
- Velocidad: 585 m/s (1920 ft/s) o 701 m/s (2300 ft/s) (cañón gastado) (nuevo cañón MV = 2400 ft/s) con munición HV[18]

## Cañón QF de 2 libras Mark XIV
El QF de 2 libras Mark XIV o Rolls de 2 libras fue desarrollado por Rolls-Royce Limited como un competidor contra el cañón automático Vickers S 40 mm para armamento de aviones. El segundo fue el diseño más exitoso, algunos de ellos siendo empleados como arma antitanque. Una versión modificada fue adoptada por la Royal Navy como arma para lanchas cañoneras, siendo instalado en las Fairmile C. Tenía un cerrojo deslizante horizontal semiautiomático e iba montado sobre un afuste de pedestal manual. El cañón no fue un éxito y de los 1.200 que fueron encargados, solamente se suministraron 600. Fue reemplazado por el Molins de 6 libras, que era un cañón antitanque del Ejército británico equipado con un cargador automático.

## Variantes

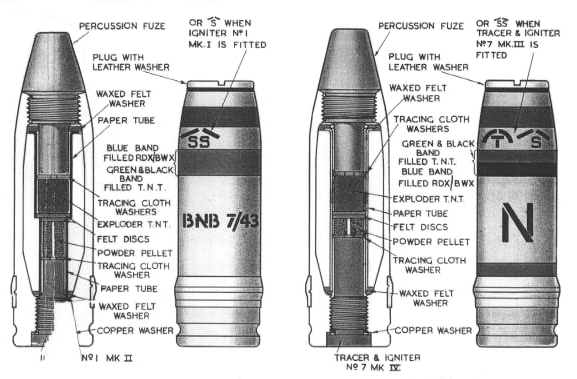
Esquema de un proyectil QF-2 HV de 1,81 lb.

El Vickers Mk VIII tuvo muchas variantes:

Según el lateral por donde se introdujera la cinta de munición, izquierda o derecha, la designación de la variante llevaba el sufijo LHI o RHI respectivamente.
CLV(Controlled Low Velocity) de velocidad de disparo controlada, velocidad de disparo de 585 m/s. El peso del proyectil era de 2 lbs (0.907 kg) y un alcance de 3.475 m.
ALV(Automatic Low Velocity) baja velocidad automático.
CHV(Controlled High Velocity) alta velocidad controlada, con camisa de enfriamiento por agua, una cadencia de 96 - 98 disparos por minuto y una velocidad de 701 m/s. El peso del proyectil era de 0,821 kg y un alcance de 4.572 m.
CHV(U)La misma anterior pero con manivela de cierre de bloqueo modificada.
AHV(Automatic High Velocity) alta velocidad automática, con camisa de enfriamiento por agua y una cadencia de 115 disparos por minuto.

## Usuarios
- Reino Unido
- Italia
- Japón
- Rusia
- Colombia